# بومی‌های اکوادور
بومی‌های اکوادور گروهی از مردم کشور اکوادور هستند که به اقوامی تعلق دارند که نیاکانشان از دوران پیشاکلمبی یعنی پیش از ورود اروپایی‌ها به این سرزمین در حدود کنونی کشور اکوادور می‌زیسته‌اند. این اقوام که جمعیتی بالغ بر ۳٫۴ میلیون نفر دارند بیست و پنج درصد از جمعیت کشور را شامل می‌شوند. علاوه بر زبان اسپانیایی که زبان رسمی کشور اکوادور محسوب می‌شود بومیان این کشور به گویش‌ها و زبان‌های گوناگون بومی خود نیز تکلم می‌کنند. بیشتر این اقوام پیرو آئین مسیحیت هستند با این‌حال پاره‌ای از آنان هنوز بر باورهای سنتی بومی بود پایبند مانده‌اند.